# مخلل أمريكي (فلم)
مخلل أمريكي (بالإنجليزية: An American Pickle) هو فيلم كوميديا دراما أمريكي، صدر سنة 2020 من إخراج براندون تروست وتأليف سايمون ريتش، معتمداً على قصته القصيرة (سل أوت) (بالإنجليزية: Sell Out). الفيلم من بطولة سيث روجن في دور المهاجر اليهودي من أوروبا، كان المفترض أن تصدر شركة سوني بيكتشرز، ولكن بيع الفيلم لشركة وارنر برذرز في أبريل 2020. إصدار في الولايات المتحدة في 6 أغسطس 2020، وهو أول إنتاج لشركة ماكس، عرضت مسرحية له في المملكة المتحدة في اليوم التالي. تلقى الفيلم آراء إيجابية من النقاد، مع الإشادة بأداء روجن.

## قصة
هيرشل جرينباوم وزوجته سارة يهودان كادحان مناضلان من أوروبا الشرقية، هجرا من قريتهم إلى أمريكا في عام 1919 بعد أن اجتاح القوزاق الروس قريتهم. ثم يعثر هيرشل على وظيفة في مصنع مخللات، ولكن أثناء عمله وقع في وعاء من المخللات داخل المصنع، ولم يلاحظ أحد سقوطه، وإغلاق المصنع لأسباب صحية، وترك هيرشل في المخلل لمدة قرن.
خرج هيرشل من المخلل ليجد نفسه في بروكلين سنة 2019، ويكتشف موت زوجته وله قريب وحيد هو حفيده بن يعمل مطور تطبيقات مستقل، ويقوم بتطوير تطبيق يسمي (بوب بيب) (بالإنجليزية: Boop Bop)، (خدمة تتحقق من تقييمات الشركات عند شراء منتجاتها)، تعرف عليه وأخذ بن هيرشل إلى مكان دفن زوجته سارة، وفي المقبرة وجد مكان الدفن في فوضى، ووجود لوحة إعلانية للفودكا تطل عليها، ذهب هيرشل واعتدى على العمال الذين يضعون لوحة الإعلانات، مما يؤدي إلى اعتقاله وحبسه هو وحفيده بن.
خرج بن بكفالة من السجن، وتسبب هذا بسجل جنائي، منع المستثمرين لتطبيقه الجديد، ممن دفع بن ليبتعد عن هيرشل. ويقرر هيرشل في بداية عمله بالعمل في مجال المخللات، لكسب المال لإزالة لوحة الإعلانات المطلة على مقبرة زوجته، حقق هيرشل نجاحًا كبيرًا على وسائل التواصل الاجتماعي، مما دفع بن للانتقام منه بسبب فقد عمله بسببه، أخبر بن مفتشي الصحة أن هيرشل يستخدم منتجات غير صالحة للاستهلاك البشري وعثر عليها في صناديق القمامة، مما تسبب في تغريمه مبلغ 12000 دولار أمريكي.
استطاع هيرشل التغلب علي الغرامة وحقق الشهرة والثراء، وعمل علي تجديد المقبرة وإزالة لوحة الإعلانات، أدى نجاح هيرشل إلى غضب بن له أكثر.
طلب بن' من هيرشل تنزيل تطبيق إكس، ويبدأ في التغريدات بتصريحات مثيرة للجدل، تعرض وقتها للعديد من الاحتجاجات ومقاطعة منتجاته، استضاف هيرشل مناظرة ودية لعودة الزبائن اليه، ظهر بن وسأله عن أفكاره حول المسيحية، ادي هذا إلى غضب الجمهور لأنه يهودي، حاولت السلطات بعدها ترحيله ولكن لم تعثر علي أي وثائق له.
هرب هيرشل إلى منزل بن، ويوافق بن على مساعدته في الهروب إلى الحدود الكندية، هرباً من السلطات، وبدأت علاقتهم تتحسن، أعترف بن بعدها بمحاولة تخريب أعمال هيرشل، مما جعل هيرشل يشعر بخيبة أمل لأنه وثق في حفيده بن باعتباره آخر عائلته، مما أدى إلى شجار بينهما، سرق هيرشل حقيبة الظهر الخاصة ببن، ويستخدم ماكينة الحلاقة الخاصة به للحلاقة ويرتدي ملابسه ليتظاهر بأنه بن، وينبه الشرطة إلى أن بن الحقيقي هو هيرشل، يؤدي هذا إلى اعتقال حفيده بن وترحيله.
ذهب هيرشل إلى شقة حفيده بن ووجد أن اسم التطبيق، بوب بوب، كان في الواقع لقبا أطلقه بن على والديه الراحلين، مما دفع هيرشل إلى إدراك أن العائلة كانت دائمًا في قلب بن، عاد إلى كندا ليجد بن يقيم في كنيس محلي، وتصالحوا وعادوا مرة ثانية إلى بروكلين، على أمل تطوير موقع ويب لبيع المخللات.

## الموسيقى
لحَّنت «نامي ميلوماد» موسيقى الفيلم وكتبها مايكل جياتشينو، بما في ذلك مجموعة بعنوان "(بالإنجليزية: Suite or Sour)".

## آراء النقاد
حصل الفيلم على نسبة 7% في موقع روتن توميتوز، راء نقاد الفيلم أنه يفتقد إلى اللقطات التي قد يتوقعها المشاهدون نظرًا لقصتها، بالإضافة إلى ظهور البطل بدورين مما جعل جعله يفتقر للكوميديا. في موقع ميتاكريتيك، حصل الفيلم على متوسط مرجح لدرجات 58 من أصل 100، بناءً على 39 نقادًا.
قال ديفيد روني في كتابه لصحيفة هوليوود ريبورتر أن الفيلم يفتقر للكوميديا، لكنه مميز ليجمع شمل العائلات. أعطى باري هارتز من (بالإنجليزية: Globe and Mail) الفيلم ثلاثة من أصل أربعة نجوم وكتب «تمكن روجين من جعل الغرور ثنائي الدور في الفيلم. هناك هيرشل، وهناك يلعب بن وروجين دور كل واحد منهم بطاقة فريدة بالتأكيد. وفي الوقت نفسه، فإن المخرج براندون تروست، وهو مصور سينمائي منذ فترة طويلة لأفلام روجن مثل الجيران والمقابلة ، يجعل حركة الرجل على الرجل تبدو حقيقية قدر الإمكان.
وصف أوين جليبرمان من مجلة فارايتي بأن الفيلم "
«مشاكس للغاية بحيث لا يمكن أن يكون مضحكًا ومنافٍ للعقل لدرجة يصعب تصديقها» وكتب أن «المخلل الأمريكي ، بطريقته الساخرة والمتناثرة عرقيًا، يفتقر إلى تكامل سخافته. إنه لاذع ولكنه عديم النكهة: غير موافق للشريعة اليهودية».